# Associazione Sportiva Livorno Calcio 2009-2010
Questa voce raccoglie le informazioni riguardanti l'Associazione Sportiva Livorno Calcio nelle competizioni ufficiali della stagione 2009-2010.

## Stagione
Sulla panchina livornese viene riconfermato Gennaro Ruotolo, affiancato però da Vittorio Russo, poiché non in possesso dell'"patentino" che permette di allenare in Serie A.
Il Livorno comincia la stagione con il pareggio per 0-0 con il Cagliari. Nelle seguenti sette partite il Livorno ottiene solo altri 2 punti, così, alla nona giornata, l'allenatore della squadra non è più Gennaro Ruotolo, ma Serse Cosmi, che debutta con la vittoria per 1-0 sul campo della Roma (cosa che non accadeva da 62 anni) e sull'Atalanta sempre per 1-0. Il Livorno otterrà poi altri buoni risultati vincendo sulle genovesi (Genoa e Sampdoria), Catania e Parma stabilendosi al 15º posto con 21 punti (6 in più del Catania terzultimo). Ma il girone di ritorno, è catastrofico, e i labronici, dopo poco tempo e soli 3 punti (tra cui un rocambolesco 3-3 contro la Roma) ottenuti in 10 gare, si ritroveranno addirittura all'ultimo posto. Serse Cosmi, dopo il pareggio esterno per 1-1 con il Genoa, nonostante il buon gioco espresso nel campionato con 23 punti fatti in 24 partite, alla 32ª giornata viene esonerato, e sostituito, di nuovo, da Gennaro Ruotolo, questa volta non affiancato da Russo. Dopo due sconfitte, il Livorno supera 3-1 il Catania, ma la vittoria non servirà a nulla, poiché essa corrisponderà proprio alla retrocessione matematica dei toscani in Serie B.
Finisce la stagione con 29 punti in classifica con il peggior attacco (27 gol fatti). 
In Coppa Italia, dopo aver eliminato il Torino (2-0) e la Sampdoria (1-2), il Livorno, agli ottavi di finale, viene eliminato dall'Inter.

## Società
Area direttiva
- Presidente: Aldo Spinelli
- Vicepresidente: Silvano Siri
- Amministratore delegato e direttore generale: Roberto Spinelli
- Direttore amministrazione: Rita Pasquini, Eliana Bagnoli
- Responsabile finanziario: Giovanni Gnecco

Area organizzativa
- Segretario sportivo: Alessandro Bini
- Responsabile area tecnica: Elio Signorelli
- Responsabile osservatori: Eugenio Vincenti

Area comunicazione
- Area Comunicazione: Paolo Nacarlo, Mariolina Maggiori

Area marketing
- Marketing: Fabio Discalzi

Area tecnica
- Direttore sportivo: Nelso Ricci
- Allenatore: Gennaro Ruotolo, dal 20 ottobre 2009 Serse Cosmi
- Allenatore in seconda: Mario Palazzi
- Assistente tecnico: Giovanni Vitali
- Preparatore atletico: Michele Palmieri
- Preparatore dei portieri: Fabrizio Boccafogli

Area sanitaria
- Responsabile settore medico: dott. Manlio Porcellini
- Massaggiatori: Gianni Scappini, Claudio Nencioni

## Rosa
| N. |                      | Ruolo | Calciatore                  |
| -- | -------------------- | ----- | --------------------------- |
| 1  | Italia (bandiera)    | P     | Alfonso De Lucia            |
| 2  | Italia (bandiera)    | D     | Romano Perticone            |
| 3  | Italia (bandiera)    | C     | Antonio Filippini           |
| 4  | Colombia (bandiera)  | D     | Nelson Rivas                |
| 5  | Italia (bandiera)    | C     | Davide Marchini             |
| 6  | Italia (bandiera)    | D     | Fabio Galante               |
| 7  | Italia (bandiera)    | C     | Nico Pulzetti               |
| 8  | Danimarca (bandiera) | C     | Martin Bergvold             |
| 9  | Lituania (bandiera)  | A     | Tomas Danilevičius          |
| 10 | Italia (bandiera)    | A     | Francesco Tavano (capitano) |
| 11 | Italia (bandiera)    | A     | Pasquale Malara             |
| 13 | Croazia (bandiera)   | D     | Dario Knežević              |
| 16 | Italia (bandiera)    | D     | Andrea Esposito             |
| 17 | Uruguay (bandiera)   | D     | Leonardo Migliónico         |
| 19 | Italia (bandiera)    | A     | Davide Di Gennaro           |

| N. |                    | Ruolo | Calciatore                   |
| -- | ------------------ | ----- | ---------------------------- |
| 20 | Italia (bandiera)  | A     | Claudio Bellucci             |
| 21 | Italia (bandiera)  | C     | Davide Moro                  |
| 22 | Austria (bandiera) | C     | Jürgen Prutsch               |
| 24 | Brasile (bandiera) | C     | Mozart Santos Batista Júnior |
| 25 | Brasile (bandiera) | P     | Rubinho                      |
| 30 | Senegal (bandiera) | D     | Welle Ossou                  |
| 46 | Italia (bandiera)  | D     | Mirko Pieri                  |
| 59 | Brasile (bandiera) | D     | Marcus Diniz                 |
| 77 | Italia (bandiera)  | D     | Cristian Raimondi            |
| 87 | Italia (bandiera)  | C     | Luigi Vitale                 |
| 89 | Italia (bandiera)  | P     | Andrea Conti                 |
| 90 | Italia (bandiera)  | C     | Luca Simeoni                 |
| 92 | Italia (bandiera)  | P     | Francesco Bardi              |
| 99 | Italia (bandiera)  | A     | Cristiano Lucarelli          |

## Calciomercato

### Sessione estiva(dall'1/7 al 31/8)
| Acquisti | Acquisti                   | Acquisti  | Acquisti                                    |
| R.       | Nome                       | da        | Modalità                                    |
| -------- | -------------------------- | --------- | ------------------------------------------- |
| P        | Francesco Benussi          | Lecce     | prestito con diritto di riscatto            |
| D        | Nelson Rivas               | Inter     | prestito                                    |
| D        | Cristian Raimondi          | Vicenza   | svincolato                                  |
| D        | Dario Knežević             | Juventus  | fine prestito                               |
| D        | Davide Marchini            | Triestina | definitivo (178.000 €)                      |
| D        | Leonardo Martín Migliónico | Sampdoria | definitivo (534.000 €)                      |
| D        | Marcus Diniz               | Milan     | prestito                                    |
| C        | Mirko Pieri                | Sampdoria | definitivo (178.000 €)                      |
| C        | Davide Moro                | Empoli    | prestito con diritto di riscatto della metà |
| C        | Luigi Vitale               | Napoli    | prestito                                    |
| C        | Mozart                     | Palmeiras | definitivo (329.300 €)                      |
| A        | Cristiano Lucarelli        | Parma     | prestito con diritto di riscatto            |
| A        | Federico Dionisi           | Celano    | definitivo (44.500 €)                       |

| Cessioni | Cessioni            | Cessioni     | Cessioni                    |
| R.       | Nome                | a            | Modalità                    |
| -------- | ------------------- | ------------ | --------------------------- |
| P        | Luca Mazzoni        | Arezzo       | definitivo (89.000 €)       |
| D        | Giuseppe Rizza      | Arezzo       | definitivo (89.000 €)       |
| D        | Riccardo Bonetto    | Lazio        | fine prestito               |
| D        | Emanuele Terranova  | Palermo      | fine prestito               |
| D        | Alessandro Grandoni | Gallipoli    | definitivo                  |
| D        | Fabrizio Di Bella   | Pergocrema   | prestito                    |
| C        | Aleandro Rosi       | Roma         | fine prestito               |
| C        | Andrea Migliorini   | SPAL         | prestito                    |
| C        | Emanuele Filippini  |              | svincolato                  |
| C        | Francesco Volpe     | Triestina    | prestito                    |
| C        | Massimo Loviso      | Torino       | comproprietà                |
| C        | Alessandro Diamanti | West Ham Utd | definitivo (6,05 milioni €) |
| A        | Paulinho            | Sorrento     | prestito                    |
| A        | Fausto Rossini      |              | svincolato                  |

### Sessione invernale(dal 7/1 al 2/2)
| Acquisti | Acquisti          | Acquisti  | Acquisti   |
| R.       | Nome              | da        | Modalità   |
| -------- | ----------------- | --------- | ---------- |
| P        | Rubinho           | Palermo   | prestito   |
| D        | Andrea Esposito   | Genoa     | prestito   |
| A        | Claudio Bellucci  | Sampdoria | definitivo |
| A        | Davide Di Gennaro | Milan     | prestito   |

| Cessioni | Cessioni          | Cessioni    | Cessioni   |
| R.       | Nome              | a           | Modalità   |
| -------- | ----------------- | ----------- | ---------- |
| P        | Francesco Benussi | Palermo     | prestito   |
| C        | Antonio Candreva  | Juventus    | definitivo |
| A        | Federico Dionisi  | Salernitana | prestito   |
| A        | Gastón Cellerino  | Celta Vigo  | prestito   |

## Risultati

### Serie A

#### Girone di andata
| Livorno 23 agosto 2009, ore 20:45 CEST 1ª giornata | Livorno         | 0 – 0 referto | Cagliari | Stadio Armando Picchi (10.724 spett.)\| Arbitro: \| Peruzzo (Schio) \| |
| Arbitro:                                           | Peruzzo (Schio) |               |          |                                                                        |

| Arbitro: | De Marco (Chiavari) |

|                                  |           |                 |
| Quagliarella 10’, 83’ Hamsik 36’ | Marcatori | 47’ C.Lucarelli |

| Livorno 13 settembre 2009, ore 20:45 CEST 3ª giornata | Livorno        | 0 – 0 referto | Milan | Stadio Armando Picchi (22.876 spett.)\| Arbitro: \| Orsato (Schio) \| |
| Arbitro:                                              | Orsato (Schio) |               |       |                                                                       |

| Arbitro: | Pierpaoli (Firenze) |

|                           |           |  |
| Iaquinta 8’ Marchisio 30’ | Marcatori |  |

| Arbitro: | Bergonzi (Genova) |

|                           |           |  |
| Portanova 35’ Di Vaio 53’ | Marcatori |  |

| Arbitro: | Damato (Barletta) |

|  |           |             |
|  | Marcatori | 76’ Jovetic |

| Siena 4 ottobre 2009, ore 15:00 CEST 7ª giornata | Siena               | 0 – 0 referto | Livorno | Stadio Artemio Franchi - Montepaschi Arena (9000 spett.)\| Arbitro: \| Giannoccaro (Lecce) \| |
| Arbitro:                                         | Giannoccaro (Lecce) |               |         |                                                                                               |

| Arbitro: | Tagliavento (Terni) |

|                  |           |                            |
| Danilevicius 54’ | Marcatori | 56’ Miccoli 81’ Balzaretti |

| Arbitro: | Russo (Nola) |

|  |           |            |
|  | Marcatori | 40’ Tavano |

| Arbitro: | Bergonzi (Genova) |

|                |           |  |
| Miglionico 67’ | Marcatori |  |

| Arbitro: | Morganti (Ascoli Piceno) |

|  |           |                       |
|  | Marcatori | 49’ Milito 80’ Maicon |

| Arbitro: | Mazzoleni (Bergamo) |

|               |           |  |
| Allegretti 6’ | Marcatori |  |

| Arbitro: | Rizzoli (Bologna) |

|                            |           |              |
| Lucarelli 21’ Pulzetti 90’ | Marcatori | 63’ Criscito |

| Arbitro: | Ciampi (Roma) |

|                                |           |  |
| Di Natale 29’ Floro Flores 38’ | Marcatori |  |

| Arbitro: | Gava (Conegliano Veneto) |

|  |           |                            |
|  | Marcatori | 12’ Rigoni 66’ Bentivoglio |

| Arbitro: | Orsato (Schio) |

|  |           |                  |
|  | Marcatori | 88’ Danilevicius |

| Arbitro: | Celi (Campobasso) |

|                                 |           |             |
| Rivas 39’ Danilevicius 47’, 90’ | Marcatori | 15’ Cassano |

| Arbitro: | Giannoccaro (Lecce) |

|                                          |           |             |
| Floccari 48’, 54’ Rocchi 72’ Kolarov 90’ | Marcatori | 7’ Bergvold |

| Arbitro: | De Marco (Chiavari) |

|                          |           |              |
| Tavano 23’ Lucarelli 62’ | Marcatori | 68’ Dzemaili |

#### Girone di ritorno
| Arbitro: | Giancola (Vasto) |

|                           |           |  |
| Larrivey 3’, 50’ Jeda 62’ | Marcatori |  |

| Arbitro: | Mazzoleni (Bergamo) |

|  |           |                           |
|  | Marcatori | 45’ Maggio 90+1’ Cigarini |

| Arbitro: | Trefoloni (Siena) |

|               |           |                  |
| Ambrosini 44’ | Marcatori | 53’ C. Lucarelli |

| Arbitro: | Brighi (Cesena) |

|                  |           |                  |
| A. Filippini 26’ | Marcatori | 42’ Legrottaglie |

| Arbitro: | Bergonzi (Genova) |

|  |           |             |
|  | Marcatori | 22’ Di Vaio |

| Arbitro: | Celi (Campobasso) |

|                          |           |           |
| Vargas 63’ Gilardino 78’ | Marcatori | 36’ Rivas |

| Arbitro: | Morganti (Ascoli Piceno) |

|                         |           |                            |
| C. Lucarelli 11’ (rig.) | Marcatori | 79’ Calaiò 90+1’ Maccarone |

| Arbitro: | Russo (Nola) |

|             |           |  |
| Miccoli 81’ | Marcatori |  |

| Arbitro: | Romeo (Verona) |

|                                  |           |                                   |
| C. Lucarelli 9’, 26’, 71’ (rig.) | Marcatori | 10’ Perrotta 19’ Toni 27’ Pizarro |

| Arbitro: | Orsato (Schio) |

|                                             |           |  |
| Padoin 14’ Chevanton 50’ Ferreira Pinto 54’ | Marcatori |  |

| Arbitro: | Brighi (Cesena) |

|                           |           |  |
| Eto'o 36’, 41’ Maicon 61’ | Marcatori |  |

| Arbitro: | Saccani (Mantova) |

|            |           |               |
| Tavano 85’ | Marcatori | 24’Allegretti |

| Arbitro: | Trefoloni (Siena) |

|            |           |           |
| Boakye 51’ | Marcatori | 88’Tavano |

| Arbitro: | Brighi (Cesena) |

|  |           |                        |
|  | Marcatori | 8’Sánchez 35’Di Natale |

| Arbitro: | Rosetti (Torino) |

|                               |           |  |
| Pellissier 28’ Abbruscato 88’ | Marcatori |  |

| Arbitro: | Pierpaoli (Firenze) |

|                                                   |           |                |
| C. Lucarelli 50’ (rig.) Bellucci 60’ Bergvold 66’ | Marcatori | 87’ Maxi López |

| Arbitro: | Trefoloni (Siena) |

|                        |           |  |
| Cassano 5’ Ziegler 84’ | Marcatori |  |

| Arbitro: | Gava (Conegliano) |

|                  |           |                        |
| C. Lucarelli 33’ | Marcatori | 13’ Rocchi 44’ Brocchi |

| Arbitro: | Gallione (Alessandria) |

|                                             |           |                  |
| Lanzafame 45’, 46’ Morrone 50’ Crespo 90+1’ | Marcatori | 74’ Danilevicius |

### Coppa Italia

#### Turni preliminari
| Arbitro: | Orsato (Schio) |

|                          |           |  |
| Raimondi 72’ Dionisi 81’ | Marcatori |  |

| Arbitro: | Stefanini (Prato) |

|             |           |                                     |
| Mannini 47’ | Marcatori | 77’ Lucchini (Aut) 87’ Danilevicius |

#### Fase finale
| Arbitro: | Peruzzo (Schio) |

|              |           |  |
| Sneijder 60’ | Marcatori |  |

## Statistiche
Statistiche aggiornate al 16 maggio 2010.

### Statistiche di squadra
| Competizione | Punti | In casa | In casa | In casa | In casa | In casa | In casa | In trasferta | In trasferta | In trasferta | In trasferta | In trasferta | In trasferta | Totale | Totale | Totale | Totale | Totale | Totale | DR  |
| Competizione | Punti | G       | V       | N       | P       | Gf      | Gs      | G            | V            | N            | P            | Gf           | Gs           | G      | V      | N      | P      | Gf     | Gs     | DR  |
| ------------ | ----- | ------- | ------- | ------- | ------- | ------- | ------- | ------------ | ------------ | ------------ | ------------ | ------------ | ------------ | ------ | ------ | ------ | ------ | ------ | ------ | --- |
| Serie A      | 29    | 19      | 5       | 5       | 9       | 19      | 25      | 19           | 2            | 3            | 14           | 8            | 36           | 38     | 7      | 8      | 23     | 27     | 61     | -34 |
| Coppa Italia | -     | 1       | 1       | 0       | 0       | 2       | 0       | 2            | 1            | 0            | 1            | 2            | 2            | 3      | 2      | 0      | 1      | 4      | 2      | +2  |
| Totale       | 29    | 20      | 6       | 5       | 9       | 21      | 25      | 21           | 3            | 4            | 15           | 10           | 38           | 41     | 9      | 8      | 24     | 31     | 63     | -32 |

### Andamento in campionato
| Giornata  | 1  | 2  | 3  | 4  | 5  | 6  | 7  | 8  | 9  | 10 | 11 | 12 | 13 | 14 | 15 | 16 | 17 | 18 | 19 | 20 | 21 | 22 | 23 | 24 | 25 | 26 | 27 | 28 | 29 | 30 | 31 | 32 | 33 | 34 | 35 | 36 | 37 | 38 |
| --------- | -- | -- | -- | -- | -- | -- | -- | -- | -- | -- | -- | -- | -- | -- | -- | -- | -- | -- | -- | -- | -- | -- | -- | -- | -- | -- | -- | -- | -- | -- | -- | -- | -- | -- | -- | -- | -- | -- |
| Luogo     | C  | T  | C  | T  | T  | C  | T  | C  | T  | C  | C  | T  | C  | T  | C  | T  | C  | T  | C  | T  | C  | T  | C  | C  | T  | C  | T  | C  | T  | T  | C  | T  | C  | T  | C  | T  | C  | T  |
| Risultato | N  | P  | N  | P  | P  | P  | N  | P  | V  | V  | P  | P  | V  | P  | P  | V  | V  | P  | V  | P  | P  | N  | N  | P  | P  | P  | P  | N  | P  | P  | N  | N  | P  | P  | V  | P  | P  | P  |
| Posizione | 14 | 16 | 17 | 17 | 19 | 20 | 20 | 20 | 19 | 18 | 18 | 18 | 18 | 18 | 18 | 17 | 15 | 16 | 15 | 15 | 17 | 17 | 17 | 18 | 18 | 18 | 18 | 18 | 20 | 20 | 20 | 20 | 20 | 20 | 20 | 20 | 20 | 20 |

Legenda:

Luogo: C = Casa; T = Trasferta. Risultato: V = Vittoria; N = Pareggio; P = Sconfitta.

### Statistiche dei giocatori
| Giocatore       | Serie A  | Serie A | Serie A     | Serie A    | Coppa Italia | Coppa Italia | Coppa Italia | Coppa Italia | Totale   | Totale | Totale      | Totale     |
| Giocatore       | Presenze | Reti    | Ammonizioni | Espulsioni | Presenze     | Reti         | Ammonizioni  | Espulsioni   | Presenze | Reti   | Ammonizioni | Espulsioni |
| --------------- | -------- | ------- | ----------- | ---------- | ------------ | ------------ | ------------ | ------------ | -------- | ------ | ----------- | ---------- |
| F. Bardi        | 1        | 0       | 0           | 0          | -            | -            | -            | -            | 1        | 0      | 0           | 0          |
| C. Bellucci     | 14       | 1       | 3           | 0          | -            | -            | -            | -            | 14       | 1      | 3           | 0          |
| F. Benussi      | 5        | 0       | 2           | 0          | 2            | 0            | 0            | 0            | 7        | 0      | 2           | 0          |
| M. Bergvold     | 23       | 2       | 0           | 0          | 3            | 0            | 0            | 0            | 26       | 2      | 0           | 0          |
| A. Candreva     | 19       | 0       | 0           | 0          | 3            | 0            | 0            | 0            | 22       | 0      | 0           | 0          |
| G. Cellerino    | 6        | 0       | 0           | 0          | 2            | 0            | 0            | 0            | 8        | 0      | 0           | 0          |
| A. Conti        | -        | -       | -           | -          | -            | -            | -            | -            | -        | -      | -           | -          |
| T. Danilevicius | 26       | 5       | 1           | 0          | 3            | 1            | 0            | 0            | 29       | 6      | 1           | 0          |
| A. De Lucia     | 23       | 0       | 1           | 2          | 1            | 0            | 0            | 0            | 24       | 0      | 1           | 2          |
| A. Diamanti     | 1        | 0       | 0           | 0          | 0            | 0            | 0            | 0            | 1        | 0      | 0           | 0          |
| M. Diniz        | 21       | 0       | 2           | 0          | 2            | 0            | 1            | 0            | 23       | 0      | 3           | 0          |
| F. Dionisi      | 3        | 0       | 0           | 0          | 2            | 1            | 0            | 0            | 5        | 1      | 0           | 0          |
| A. Esposito     | 3        | 0       | 1           | -          | -            | -            | -            | -            | 3        | 0      | 1           | -          |
| A. Filippini    | 24       | 1       | 5           | 0          | 2            | 0            | 0            | 0            | 26       | 1      | 5           | 0          |
| F. Galante      | 9        | 0       | 1           | 0          | 0            | 0            | 0            | 0            | 9        | 0      | 1           | 0          |
| A. Grandoni     | 1        | 0       | 0           | 0          | 0            | 0            | 0            | 0            | 1        | 0      | 0           | 0          |
| D. Knežević     | 27       | 0       | 4           | 0          | 2            | 0            | 0            | 0            | 29       | 0      | 4           | 0          |
| M. Lignani      | 2        | 0       | -           | -          | -            | -            | -            | -            | 2        | 0      | -           | -          |
| C. Lucarelli    | 28       | 10      | 9           | 1          | 2            | 0            | 0            | 0            | 30       | 10     | 9           | 1          |
| D. Marchini     | 16       | 0       | 7           | 1          | 2            | 0            | 1            | 0            | 18       | 0      | 8           | 1          |
| L. Migliónico   | 13       | 1       | 3           | 0          | 2            | 1            | 0            | 0            | 15       | 2      | 3           | 0          |
| D. Moro         | 28       | 0       | 5           | 1          | 1            | 0            | 0            | 0            | 29       | 0      | 5           | 1          |
| Mozart          | 25       | 0       | 7           | 0          | 1            | 0            | 0            | 0            | 26       | 0      | 7           | 0          |
| R. Perticone    | 27       | 0       | 5           | 1          | 2            | 0            | 0            | 0            | 29       | 0      | 5           | 1          |
| M. Pieri        | 24       | 0       | 2           | 1          | 2            | 0            | 0            | 0            | 26       | 0      | 2           | 1          |
| N. Pulzetti     | 29       | 1       | 5           | 0          | 2            | 0            | 0            | 0            | 31       | 1      | 5           | 0          |
| C. Raimondi     | 32       | 0       | 9           | 0          | 2            | 1            | 0            | 0            | 34       | 1      | 9           | 0          |
| N. Rivas        | 16       | 2       | 5           | 0          | 1            | 0            | 0            | 0            | 17       | 2      | 5           | 0          |
| L. Simeoni      | 2        | 0       | -           | -          | -            | -            | -            | -            | 2        | 0      | -           | -          |
| F. Tavano       | 24       | 4       | 2           | 0          | 1            | 0            | 0            | 0            | 25       | 4      | 2           | 0          |
| L. Vitale       | 22       | 0       | 3           | 0          | 0            | 0            | 0            | 0            | 22       | 0      | 3           | 0          |